# Columnea schimpffii
Columnea schimpffii là một loài thực vật có hoa trong họ Tai voi. Loài này được Mansf. mô tả khoa học đầu tiên năm 1934.